# Poulainville
Poulainville ist eine nordfranzösische Gemeinde mit 1310 Einwohnern (Stand 1. Januar 2022) im Département Somme in der Region Hauts-de-France. Die Gemeinde liegt im Arrondissement Amiens, ist Mitglied des Gemeindeverbands Amiens Métropole und gehört zum Kanton Amiens-2. Die Bewohner werden Poulainvillois und Poulainvilloises genannt.
Die Gemeinde erhielt 2023 die Auszeichnung „Zwei Blumen“, die vom Conseil national des villes et villages fleuris (CNVVF) im Rahmen des jährlichen Wettbewerbs der blumengeschmückten Städte und Dörfer verliehen wird.

## Geographie
Poulainville liegt in der Picardie an der Route nationale 25 nach Doullens rund sechs Kilometer nördlich des Zentrums von Amiens und grenzt an Amiens an. Das Gemeindegebiet erstreckt sich nach Norden bis an den Rand von Villers-Bocage. Die stillgelegte Bahnstrecke nach Doullens berührt das Gemeindegebiet.
Umgeben wird Poulainville von den sechs Nachbargemeinden:
| Bertangles | Villers-Bocage                              | Coisy       |
|            | Kompassrose, die auf Nachbargemeinden zeigt | Cardonnette |
| Argœuves   | Amiens                                      | Allonville  |

## Geschichte
Die beiden Grundherrschaften von Poulainville waren bis zur Französischen Revolution dem Domkapitel und dem Bischof zugehörig.

## Einwohner
| 1962 | 1968 | 1975 | 1982 | 1990 | 1999 | 2006 | 2013 | 2020 |
| ---- | ---- | ---- | ---- | ---- | ---- | ---- | ---- | ---- |
| 325  | 504  | 978  | 1254 | 1360 | 1373 | 1344 | 1231 | 1290 |

## Verwaltung
Bürgermeister (maire) ist seit 2014 Claude Vitry.

## Sehenswürdigkeiten

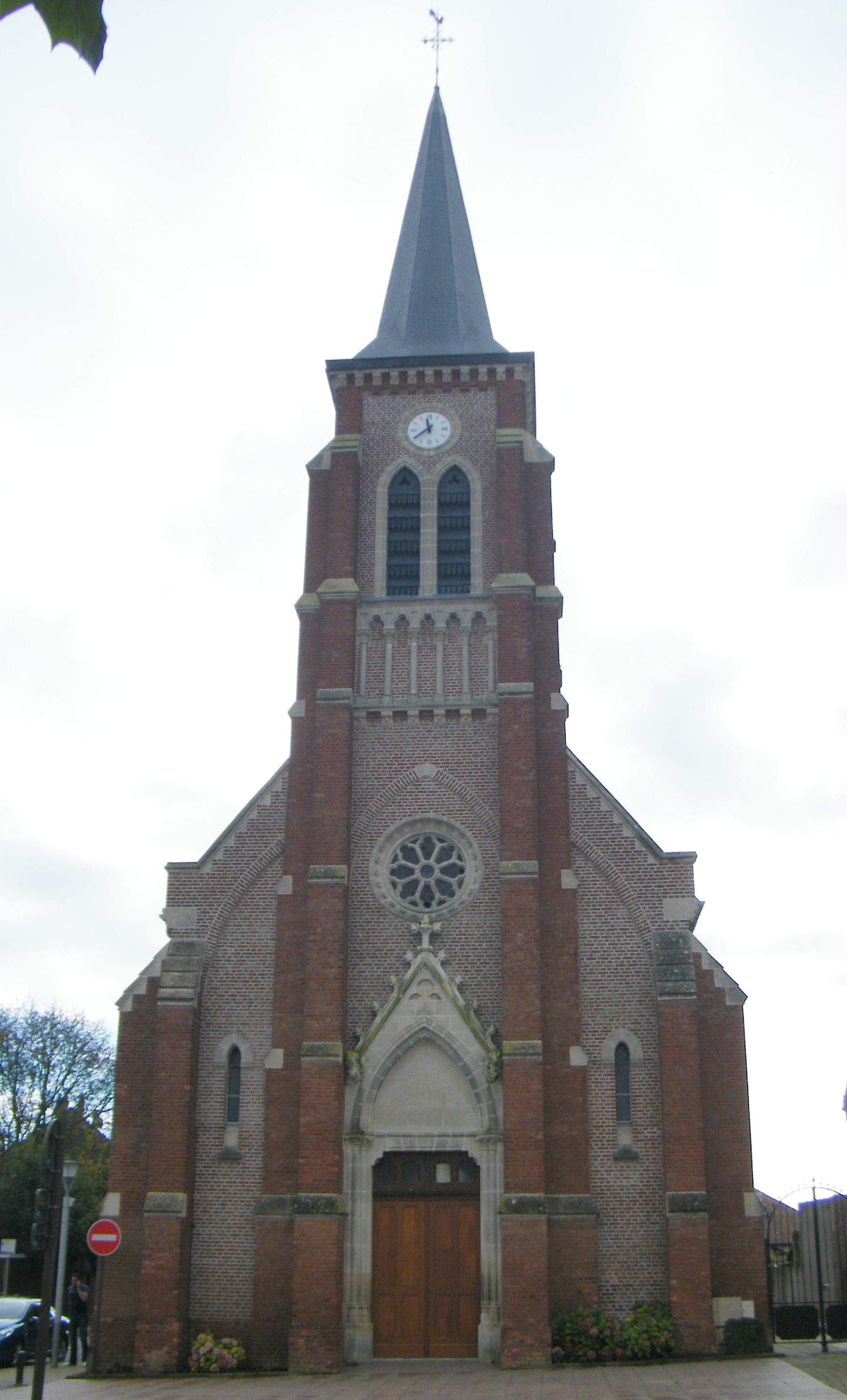
Pfarrkirche Saint-Pierre

- Die 1868 von Victor und Paul Delefortie im neugotischen Stil errichtete Pfarrkirche Saint-Pierre, die einen früheren Bau ersetzte.
- Das Bethaus Notre-Dame de la Salette, errichtet 1874